# Нельбек, Иоганн
Иоганн (Ганс) Нельбек (нем. Johann Nelböck; 12 мая 1903, Lichtenegg, Верхняя Австрия — 3 февраля 1954, Вена) — австрийский философ, бывший ученик и убийца Морица Шлика, основателя сообщества философов и учёных известного как Венский кружок.

## Биография
После окончания гимназии в Вельсе, Нельбек поступил в Венский университет, чтобы изучать философию в 1925 году. Его преподавателем и научным руководителем был Мориц Шлик. 21 марта 1931 года выпустился из университета с докторской степенью. Тема его диссертации звучала как «Значение логики для эмпиризма и позитивизма».
22 июня 1936 года в 9 часов 20 минут Иоганн Нельбек убил Морица Шлика, выстрелив ему в грудь 4 раза, когда последний находился на центральной лестнице так называемого «Философского подъезда» главного здания Венского университета. Известно, что за два года до этого Нельбек был дважды госпитализирован с диагнозом шизоидное расстройство личности из-за угроз в сторону своего преподавателя. Версии мотивов расходятся. Некоторые источники утверждают, что одной из основных причин поступка Нельбека стала ревность к студентке Сильвии Боровицка, в которую Нельбек был безответно влюблён. Девушка призналась Шлику в своих чувствах, о чём позже узнал и Нельбек. Неизвестно, ответил ли Боровицке взаимностью преподаватель (на тот момент женатый мужчина с двумя детьми), но Нельбек начал сходить с ума, подозревая наличие бурного романа между студенткой и преподавателем.
Как утверждают другие источники, ревность была не единственной причиной поступка Иоганна. К моменту совершения преступления, молодой человек усиленно искал работу. Получение докторской степени в Австрии, в отличие от других стран, не даёт право на преподавательскую деятельность. Чтобы получить это право, нужно пройти процесс хабилитации. Именно по этой причине Нельбек, только защитив диссертацию, испытывал трудности с трудоустройством, в чём обвинял Шлика. Бывший преподаватель якобы строил интриги за спиной Нельбека, не давая ему устроиться на работу преподавателем в Венский народный университет.
На суде Нельбек высказал идейные мотивы своего поступка. Он предъявлял Морицу Шлику обвинения в разложении культуры «христианского сословного государства», путём распространения неопозитивистских идей, говорил о вредоносности и «еврействе» его произведений и лекций (хотя Шлик, потомок прусских дворян, евреем не был). Эти слова Иоганна Нельбека позже очень положительно воспринимались среди австрийских фашистов. Несмотря на то, что ранее Нельбек лечился от психического расстройства, суд признал его полностью вменяемым и виновным, приговорив к 10 годам лишения свободы 26 мая 1937 года. Два года спустя после аншлюса Австрии приговор был обжалован. В своём заявлении Нельбек отметил, что «своим поступком, результатом которого стала ликвидация преподавателя еврейского происхождения, пропагандирующего чуждые нации доктрины, наносящие ей ущерб, он оказывал службу национал-социализму». Поскольку, по его словам, взгляды, правильность которых он осознавал тогда, и из-за которых он совершил свой поступок, стали правящей национальной идеологией, он считал несправедливым тот факт, что ему нужно продолжать пребывать в таком неблагоприятном положении из-за действия, совершённого ввиду его собственного мировоззрения. Старший прокурор признал, что Нельбек совершил убийство из его личностных убеждений, и уже 11 октября 1938 года Иоганн Нельбек был освобождён условно.
С 1938 года Нельбек работал в геологическом отделе управления нефтяной экономикой военного времени. С 1941 года, когда условный срок подошёл к концу, Нельбек работал техническим сотрудником в главном медико-измерительном бюро.
В 1951 судился с Виктором Крафтом, который назвал его «параноидальным психопатом» в своей книге. Дело, однако, было решено полюбовно.

## Работы
- Die Bedeutung der Logik im Empirismus und Positivismus. Dissertation, Vienna 1930